# Norman Mineta

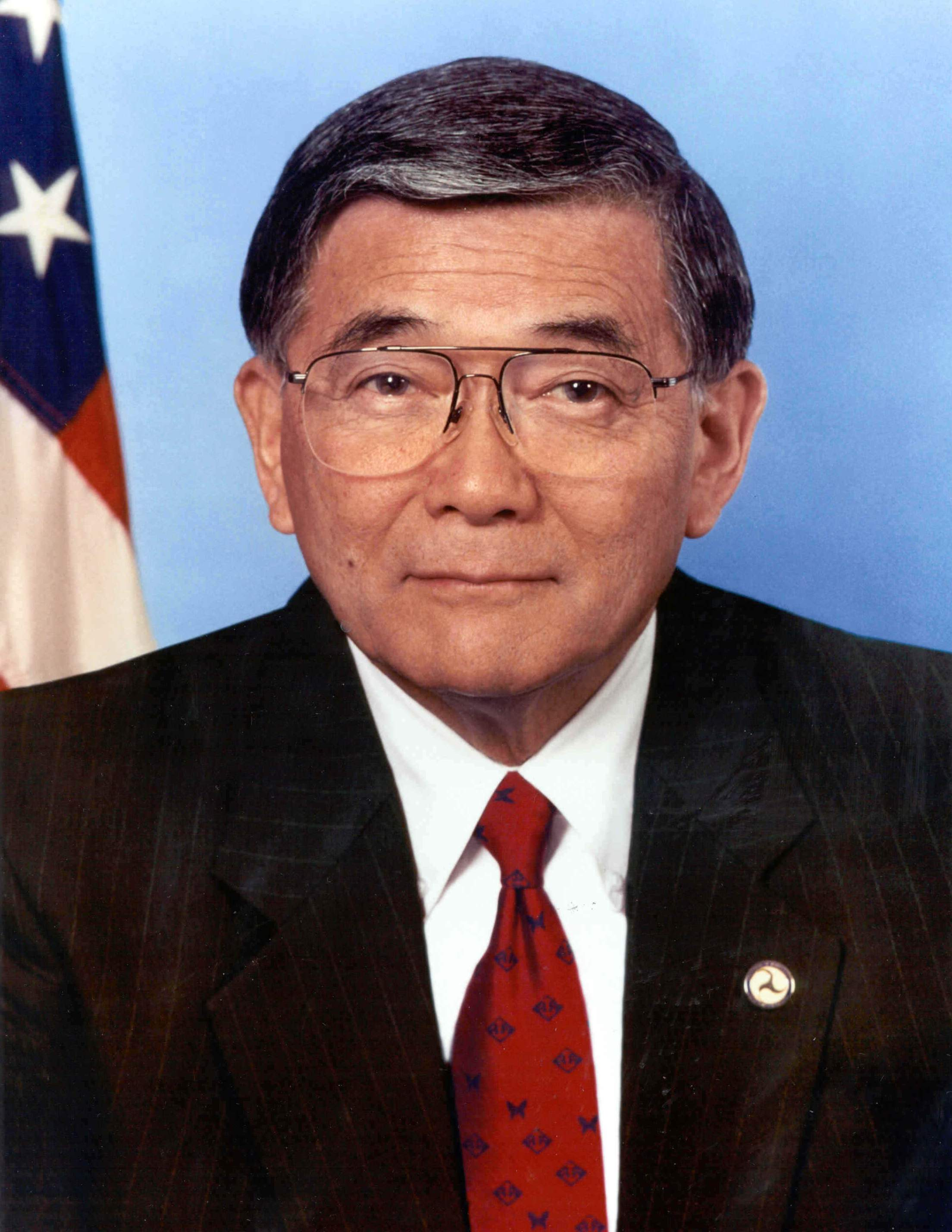
Norman Mineta, um 2001

Norman Yoshio Mineta (峯田 良雄, * 12. November 1931 in San José, Kalifornien; † 3. Mai 2022 in Edgewater, Anne Arundel County, Maryland) war ein US-amerikanischer Politiker der Demokratischen Partei. Er war von 1975 bis 1996 Abgeordneter im Repräsentantenhaus. Zwischen 2000 und 2006 war er Mitglied der US-Regierung, zunächst als Handelsminister unter Präsident Bill Clinton, dann als Verkehrsminister unter Präsident George W. Bush.

## Leben

### Werdegang
Norman Mineta wurde als jüngstes von fünf Kindern von Kunisaku und Kane Mineta, japanischen Einwanderern, geboren und besaß zunächst nicht die US-amerikanische Staatsbürgerschaft. Er wuchs in San José auf, wo seine Eltern eine Versicherungsagentur führten. Nach dem Angriff der Japaner auf Pearl Harbor im Dezember 1941 wurde die Familie Mineta während der Internierung japanischstämmiger Amerikaner in ein Internierungslager bei Cody im Bundesstaat Wyoming verbracht. Hier lernte Mineta Alan K. Simpson kennen, den späteren US-Senator von Wyoming. Beide waren Mitglieder der Boy Scouts of America und wurden Freunde. Simpson durfte mit Genehmigung der US-Behörden zusammen mit anderen Scouts das Lager betreten, um so Kontakt mit den japanischstämmigen Scouts aufzubauen.
Mineta studierte nach dem Krieg an der University of California in Berkeley, an der er 1953 seinen Bachelor in Betriebswirtschaftslehre erlangte. Er trat von 1953 bis 1956 der US Army bei und diente im Militärnachrichtendienst in Japan und Korea.

### Politische Laufbahn

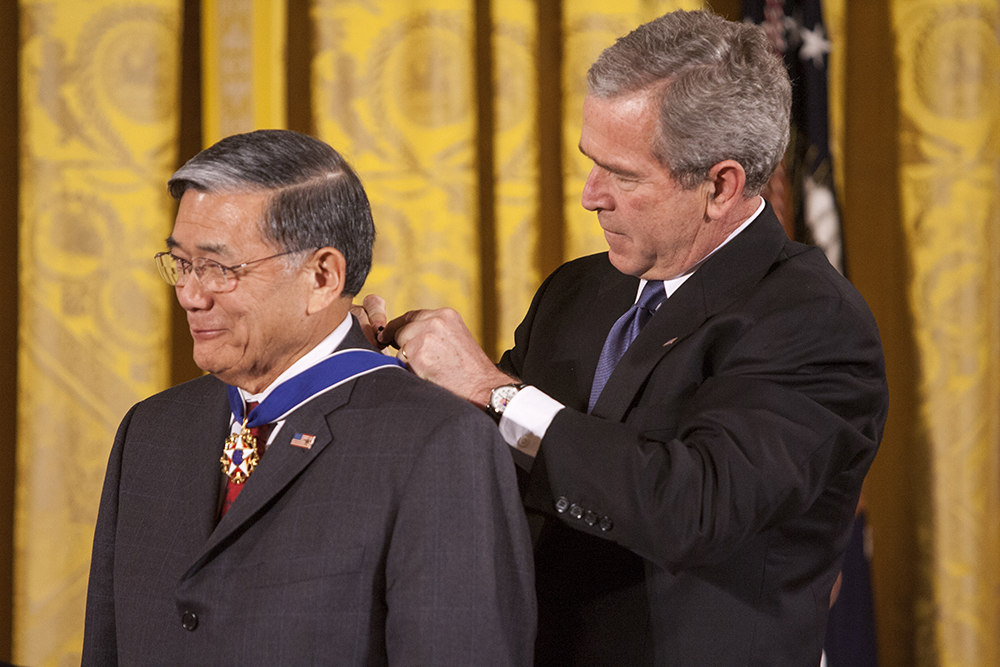
Norman Mineta und George W. Bush bei der Verleihung der Presidential Medal of Freedom (Dezember 2006)

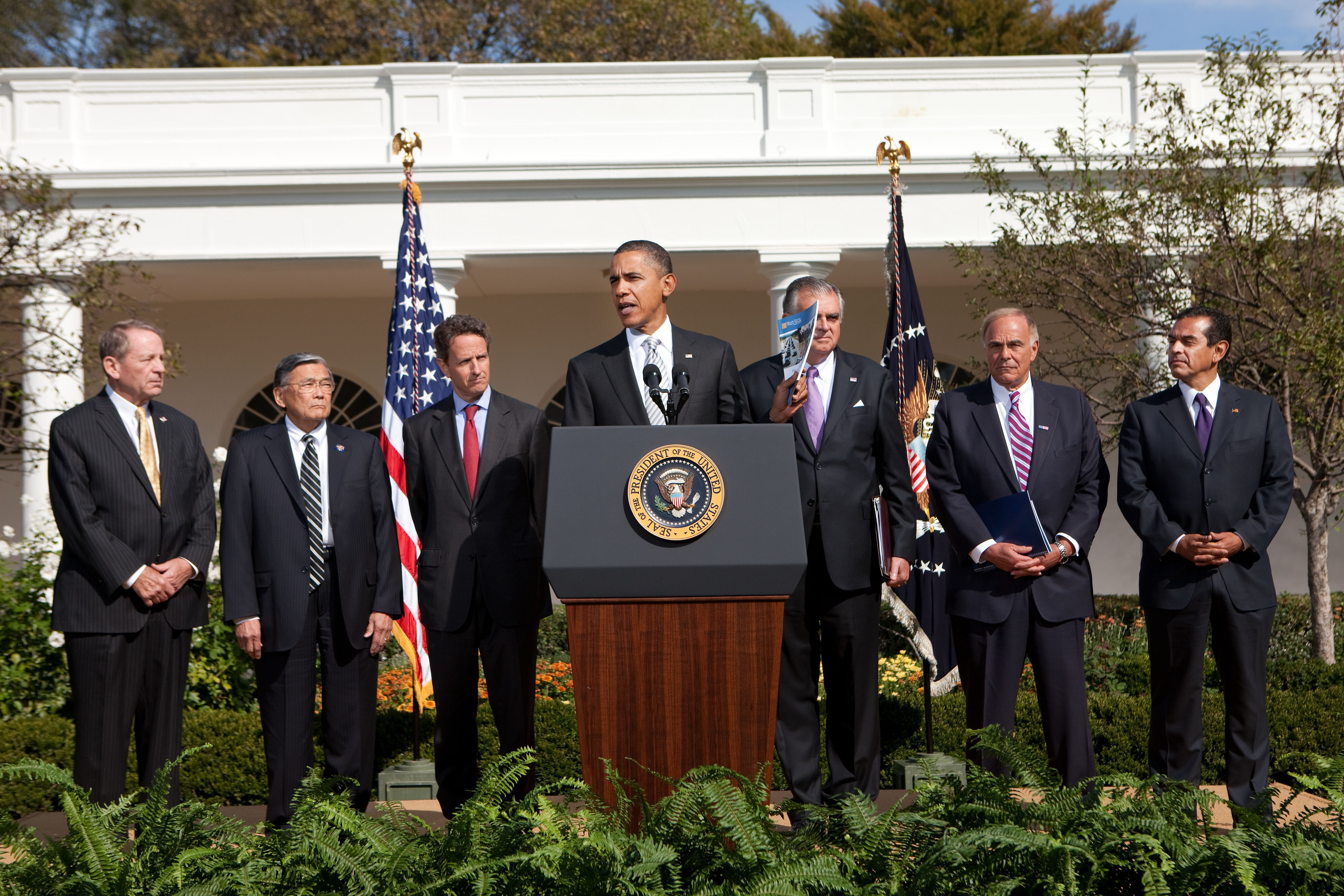
Norman Mineta (2. v. l.) und Barack Obama (Oktober 2010)

Minetas politische Laufbahn begann im Jahr 1967, als er in den Stadtrat von San José gewählt wurde. Von 1968 bis 1971 amtierte er als Vizebürgermeister. 1971 kandidierte er mit Erfolg für das Amt des Bürgermeisters der Stadt, konnte über 60 Prozent der Wählerstimmen auf sich vereinigen und amtierte von 1971 bis 1975.
1975 wurde Mineta als Abgeordneter seiner Partei, der Demokraten, ins Repräsentantenhaus der Vereinigten Staaten gewählt. 18 Jahre lang vertrat er den 13. sowie von 1993 bis 1995 den 15. Wahlbezirk Kaliforniens. Von 1993 bis 1995 leitete er als Vorsitzender den Ausschuss für das Verkehrswesen und die Infrastruktur (United States House Committee on Transportation and Infrastructure).
Im Juli 2000 ernannte US-Präsident Bill Clinton Mineta zum Handelsminister der Vereinigten Staaten. Er leitete dieses Ressort bis Januar 2001. Als George W. Bush ins Weiße Haus einzog, wurde Mineta im Januar 2001 als US-Verkehrsminister vereidigt. Mineta war der einzige Demokrat im Kabinett Bush. Zu Minetas wohl bekanntesten Anordnungen zählt der Befehl, infolge der Terroranschläge am 11. September 2001 alle Flugzeuge über dem Luftraum der Vereinigten Staaten zur Landung zu zwingen. Auch legte Mineta Ende September 2001 ein Gesetz vor, das Racial Profiling an Flughäfen verbot. 2006 trat Mineta auf eigenen Wunsch das Amt an die Republikanerin Mary Peters ab.

### Privatleben
Norman Mineta war zweimal verheiratet. Mit seiner ersten Ehefrau, Mary Hinoki, mit der er von 1961 bis zur Scheidung im Jahr 1986 verheiratet war, hatte er zwei Söhne, David und Stuart. Seit 1991 war er mit Danealia Brantner verheiratet, die zwei Söhne aus einer vorherigen Ehe mit in die Beziehung einbrachte.

## Ehrungen
Im November 2001 wurde der Flughafen San José zu seinen Ehren in Norman Y. Mineta San José International Airport umbenannt.
Außerdem trägt eine Forschungseinrichtung an der San José State University seinen Namen. Am Mineta Transportation Institute wird der Intermodale Verkehr erforscht.
Im November 2006 wurde Mineta von Präsident Bush mit der Presidential Medal of Freedom geehrt, der 2007 der japanische Orden der Aufgehenden Sonne folgte.

## Sonstiges
In DC 9/11: Time of Crisis, einem Spielfilm aus dem Jahr 2003, wird Mineta von dem Schauspieler George Takei verkörpert.